# Augustus Meineke
Johann Albrecht Friedrich Augustus Meineke (Soest, 1790 – Berlino, 1870) è stato un filologo classico tedesco.
Fu autore di pregiatissime edizioni, tra cui:
- Fragmenta comicorum Graecorum (1839-1857)
- Aristofane (1860)
- Analecta alexandrina (1843)
- Callimaco (1861)
- Teocrito ed altri (1856)
- Alcifrone (1853)
- Strabone (1866)
- Stobeo (1863)
- Ateneo di Naucrati (1858-67).